# Serie Mundial de 1993
La Serie Mundial de 1993 fue la segunda Serie consecutiva jugada fuera de los Estados Unidos y la segunda en ser ganada fuera de dicho país. 
Véase también:Serie Mundial de 1992
Enfrentó a los campeones defensores los Toronto Blue Jays de la Liga Americana contra los campeones de la Liga Nacional los Philadelphia Phillies. Con Toronto adelante 3 a 2 en la serie, Joey Carter conectó un cuadrangular de tres carreras en la baja de la novena entrada en el sexto juego para dejar en el terreno a los Philies, ganando así Toronto su segundo campeonato consecutivo. Fue la segunda Serie Mundial que se definió con un cuadrangular, la primera fue la Serie Mundial de 1960 con un cuadrangular de Bill Mazeroski de los Pittsburgh Pirates. Fueron los primeros en repetir campeonatos de Serie Mundial desde los Yankees de 1977-1978.
Fue la cuarta serie mundial jugada en superficie artificial, siguiendo a las de 1980, 1985 y 1987. Hasta 2008 solo tres equipos siguen jugando en superficie artificial, los tres siendo parte de la Liga Americana siendo los Blue Jays, los Minnesota Twins y los Tampa Bay Rays. 

## Resumen
AL Toronto Blue Jays (4) vs NL Philadelphia Phillies (2)
| Juego | Marcador                                           | Fecha           | Lugar            | Público |
| ----- | -------------------------------------------------- | --------------- | ---------------- | ------- |
| 1     | Philadelphia Phillies - 5, Toronto Blue Jays - 8   | 16 de octubre   | SkyDome          | 52,011  |
| 2     | Philadelphia Phillies - 6, Toronto Blue Jays - 4   | Oc17 de octubre | SkyDome          | 52,062  |
| 3     | Toronto Blue Jays - 10, Philadelphia Phillies - 3  | 19 de octubre   | Veterans Stadium | 62,689  |
| 4     | Toronto Blue Jays - 15, Philadelphia Phillies - 14 | 20 de octubre   | Veterans Stadium | 62,731  |
| 5     | Toronto Blue Jays - 0, Philadelphia Phillies - 2   | 21 de octubre   | Veterans Stadium | 62,706  |
| 6     | Philadelphia Phillies - 6, Toronto Blue Jays - 8   | 23 de octubre   | SkyDome          | 52,195  |

|                                                           |
| Campeón de las Grandes Ligas Toronto Blue Jays 2.º título |